# Muhammad Ali (musicien)
Muhammad Ali, né Raymond Patterson à Philadelphie (Pennsylvanie) le 23 décembre 1936, est un batteur de free jazz.

## Biographie
Muhammad Ali est né et a grandi à Philadelphie. Il est le frère du batteur Rashied Ali (Robert Patterson). Il s'est converti à l'Islam, comme son père et ses frères.
Après des débuts avec Albert Ayler (1969-1970), il joue Frank Wright, Noah Howard et Alan Shorter. Il a enregistré avec Albert Ayler en 1969, "Music is the Healing Force of the Universe" et "The Last Album". Puis s'est installé en Europe en 1969 avec Frank Wright, Noah Howard, et Bobby Few. The Jazz Discography a déclaré qu'il avait participé à 26 séances d'enregistrement, de 1967 à 1983. En octobre 2006, Muhammad Ali a participé à un concert de célébration pour le 80e anniversaire de John Coltrane, à Philadelphie, avec son frère Rashied Ali, avec Dave Burrell et Reggie Workman. Il a aussi joué avec Noah Howard durant l'été 2008.

## Discographie
Avec Albert Ayler
Music Is the Healing Force of the Universe (1969)
The Last Album (1971)
Holy Ghost: Rare & Unissued Recordings (1962–70) (2004)
Avec Bobby Few
More or Less Few (1973)
Rhapsody in Few (1983)
Avec Noah Howard (en)
The Black Ark (1971)
Space Dimension (1971)
Avec Saheb Sarbib (en)
Live In Europe (Vol. 1 et 2)
Avec Archie Shepp
Pitchin Can (1970)
Coral Rock (1973)
Doodlin’ (1976)
Avec Alan Shorter
Orgasm (1969)
Avec David S. Ware
Planetary Unknown (2011)
Avec Frank Wright
Your Prayer (1967)
One for John (1970)
Church Number Nine (1971)
Center of the World (1972)
Last Polka in Nancy? (1973)
Adieu, Little Man (1974)
Unity (2006)